# نقد الثقافة الغربية
نقد الثقافة الغربية هو النقد الموجه لـنمط الحياة الغربي الحديث. وقد يُنظر إلى الأمر كجزء من صراع الحضارات الأكبر كما يكشف عنه جوزيف كونراد (Joseph Conrad) في روايته قلب الظلام. ويميل النقد الحديث إلى تركيز الغرب بشكل أكبر على الأمور الدنيوية، والطبيعة الديمقراطية للمجتمع الغربي. وعدم وجود التقليدية الثقافية وانحطاط الأخلاق وسيادة المادية، والتي يعتبرها الكثيرون من الأمور الشائعة في الغرب. ويرتبط نقد الثقافة الغربية في العقلية السائدة غالبًا بالحرب على الإرهاب والصراع المتواصل مع الأصولية الإسلامية، في العالم الغربي، ويصدر هذا النقد عادة من مفكرين  أو داخل مجموعات تخوض خلافات سياسية.

## وصلات خارجية
- Bit Torrent Download